# Paolo Tiralongo
Paolo Tiralongo (ur. 8 lipca 1977 w Avola) – były włoski kolarz szosowy, zawodnik grupy Astana Pro Team.
W drużynie zwykle pełnił rolę pomocnika lidera, ale ma na swoim koncie również indywidualne sukcesy: trzykrotnie wygrał etap Giro d’Italia (2011, 2012, 2015), był również ósmym kolarzem Vuelta a España (2009).

## Najważniejsze zwycięstwa i sukcesy
2001
- 3. miejsce w Österreich-Rundfahrt

2002
- 2. miejsce w Tour Méditerranéen

2008
- 6. miejsce w Klasika Primavera

2009
- 8. miejsce w Vuelta a España
- 10. miejsce w Giro dell’Emilia

2011
- 1. miejsce na 19. etapie Giro d’Italia

2012
- 1. miejsce na 7. etapie Giro d’Italia

2013
- 1. miejsce na 1. (jazda indyw. na czas) etapie Vuelta a España

2015
- 1. miejsce na 4. etapie Giro del Trentino
- 1. miejsce na 9. etapie Giro d’Italia

## Starty w Wielkich Tourach
| Grand Tour | 2000 | 2001 | 2002 | 2003 | 2004 | 2005 | 2006 | 2007 | 2008 | 2009 | 2010 | 2011 | 2012 | 2013 | 2014 | 2015 | 2016 | 2017 |
| ---------- | ---- | ---- | ---- | ---- | ---- | ---- | ---- | ---- | ---- | ---- | ---- | ---- | ---- | ---- | ---- | ---- | ---- | ---- |
| Giro       | –    | –    | –    | DNF  | –    | 32   | 15   | 26   | –    | 37   | DNF  | 18   | 23   | 99   | 45   | 19   | -    | 83   |
| Tour       | –    | –    | –    | –    | –    | –    | 69   | –    | 46   | –    | 53   | DNF  | –    | –    | –    | -    | 74   | -    |
| Vuelta     | 96   | –    | 43   | –    | –    | –    | –    | DNF  | 27   | 8    | –    | –    | 38   | 51   | 33   | DNF  | –    | -    |